# Lotta ai II Giochi della Francofonia
Le competizioni di lotta ai II Giochi della Francofonia si sono svolti nel 1994 a Parigi, in Francia. Si sono svolti 10 tornei, tutti di lotta libera maschile.

## Podi

### Uomini
| Evento | Oro                   | Argento                     | Bronzo                  |
| 48 kg  | Gheorghe Corduneanu   | Mohamed Abu-Richa           | Rob Wellwood            |
| 52 kg  | Constantin Corduneanu | Greg Woodcroft              | Sa’id at-Tanku          |
| 57 kg  | Norman Spence         | Abd ar-Rahman Nana          | Robert Dawson           |
| 62 kg  | Gia Sissaouri         | Alain Berger                | Tarik Ibrahim           |
| 68 kg  | Dima-Ioan Andronic    | Jean Fidele Ravoninjanahary | Max Tudesca             |
| 74 kg  | Cory Kwak             | Mohamed El-Hadad            | Kachaber Verkwiaschwili |
| 82 kg  | Nicolae Ghiță         | Gary Holmes                 | Alioune Diouf           |
| 90 kg  | Brian Bell            | Jean-François Daviau        | Grégory Martinetti      |
| 100 kg | Oleg Ladik            | Muhammad Abd al-Munim       | William Rombouts        |
| 130 kg | Andy Borodow          | Serge Jung                  | Yogi Johl               |

## Medagliere
La nazione ospitante è evidenziata.
| Posiz. | Nazione  | Oro | Argento | Bronzo | Totale |
| ------ | -------- | --- | ------- | ------ | ------ |
| 1      | Romania  | 4   | 0       | 0      | 4      |
| 2      | Canada   | 3   | 2       | 2      | 7      |
| 3      | Québec   | 3   | 1       | 2      | 6      |
| 4      | Marocco  | 0   | 3       | 1      | 4      |
| 5      | Francia  | 0   | 2       | 2      | 4      |
| 6      | Egitto   | 0   | 1       | 1      | 2      |
| 7      | Moldavia | 0   | 1       | 0      | 1      |
| 8      | Senegal  | 0   | 0       | 1      | 1      |
| 8      | Svizzera | 0   | 0       | 1      | 1      |
| Totale | Totale   | 10  | 10      | 10     | 30     |